# TraffiQ
traffiQ Lokale Nahverkehrsgesellschaft Frankfurt am Main mbH è un'azienda pubblica tedesca che svolge il compito di autorità locale del trasporto pubblico nella città di Francoforte sul Meno. Essa si occupa in particolare della pianificazione del sistema di trasporto pubblico locale della città, composto da autobus, metropolitana e tram. Le ferrovie e gli autobus regionali sono invece coordinati da Rhein-Main-Verkehrsverbund.

## Storia
La società fu costituita nel 2001 su iniziativa del consiglio comunale di Francoforte sul Meno scorporando dalla Stadtwerke Verkehrsgesellschaft Frankfurt am Main (VGF) le funzioni concernenti la progettazione e lo sviluppo dell'intera sistema di trasporto pubblico locale della città. Dalla fondazione l'azienda cura il piano di trasporto pubblico locale (in tedesco: Nahverkehrsplan o NVP), la cui prima stesura risale al 1997 seguita da un primo aggiornamento nel 2005.